# Reymondia tanganyicensis
Reymondia tanganyicensis es una especie de molusco gasterópodo de la familia Thiaridae en el orden de los Mesogastropoda.

## Distribución geográfica
Se encuentra en Burundi y Tanzania.

## Hábitat
Su hábitat natural son: lagos de agua dulce.